# Andreja Katič
Andreja Katič   (Slovenj Gradec, 22 de desembre de 1969) és una estadista eslovena i membre dels socialdemòcrates (SD). Del 2018 al 2020 va ser ministra de Justícia.

## Biografia
Va estudiar dret a la Universitat de Maribor, on l'any 1996 va obtenir la llicenciatura en dret. Després es va convertir en funcionària municipal.
Va ser escollida membre de l'Assemblea Nacional durant les eleccions parlamentàries anticipades del 13 d'agost de 2014, després es converteix en vicepresidenta de l'Assemblea.
El 13 de maig de 2015, Andreja Katič és nomenada ministra de Defensa del govern de coalició del centrista Miro Cerar. El 3 de febrer de 2016 va aprovar el desplegament de tropes eslovenes a la ciutat kurda d'Erbil (Iraq), com a part de la intervenció militar internacional contra l'ISIL. Quan es va formar el govern de coalició de centreesquerra de Marjan Šarec, es va convertir el 13 de setembre de 2018 en ministra de Justícia.